# أكاديمية بطلي (الموسم 6)
الموسم السادس من أكاديمية بطلي (باليابانية: 僕のヒーローアカデミア، بالروماجي: Boku no Hīrō Academia)، هو مسلسل أنمي أنتجه ستوديو بونز وأخرجه كينجي ناغاساكي وماساهيرو موكاي، تلى قصة كوهي هوريكوشي كسلسلة مانغا تحمل نفس الاسم من الفصل الأخير من المجلد. وهو يضمن آرك "حرب التحرير الخوارق" (الفصول 258-306) وآرك "بطل الظلام" (الفصول 307-328)؛ حيث تضمن الحلقة الأولى جزئيًا بقية فصل الموسم الماضي، بينما كان الباقي منها هي فصول متبقية من الآرك السابق. مثل المواسم الأربعة السابقة، حيث استمر هذا الموسم ضمن حلقتين متتاليتين، بث الموسم ما بين 1 من أكتوبر 2022 وبين 25 من مارس 2023 على قناة يوميأوري وعلى نيبون تي في.

## القصة
يتبع في هذا الموسم المعركة الحاسمة بين الأبطال مع طلاب المدرسة الثانوية المرموقة، بما في ذلك إيزوكو ميدوريا، وأشرار جبهة تحرير الخوارق بقيادة تومورا شيغاراكي. ومن خلال المعلومات التي تم جمعها بواسطة الصقور، وفي أثناء التخفي في مجموعة الأشرار المدمجة، يواجههم الأبطال مما يؤدي إلى حرب شاملة يمكن أن تغير المجتمع الخارق بأكمله. أما في النصف الثاني من الموسم يصور آثار الحرب. حيث يواصل الأبطال إنقاذ المدنيين والقبض على الأشرار أثناء التعامل مع ضحاياهم الناتجين عن فقدان ثقة الجمهور. وفي ذلك الوقن يهرب أول فور ون من السجن وتبدأ أسرار "الواحد للجميع" تنكشف للمجتمع، يدرك إيزوكو أن قواه تجعله هدفًا خاصًا للجميع. ومنهم الأشرار الكبار وبالتالي وجوده في المدرسة يعرض زملائه للخطر. يقرر آيزوكو مغادرة المدرسة لمساعدة الأبطال الخارقيم أثناء محاولتهم إغراء الأشرار بالخروج من مخابئهم.

## الإنتاج والإصدار
قام كرانشي رول بترخيص الموسم إلى خارج آسيا وتقوم ببثه مع الدبلجة باللغة الإنجليزية وبعد أسبوعين من البث الأصلي على خدمة البث التي من نفس الاسم.

## إصدار الوسائط

### اليابانية
أصدرت توهو أنميشن الموسم السادس من الأنمي على بلو راي ودي في دي في أربعة مجلدات في اليابان، مع إصدار المجلد الأول في 18 من يناير 2023، وإصدار المجلد النهائي في 19 من يوليو 2023.

### الانجليزية
أصدرت كرانشي رول الجزء الأول من الموسم السادس على الوسائط المنزلية في 19 من ديسمبر 2023.

## وصلات خارجية
- أكاديمية بطلي (الموسم 6) على موقع ANN anime (الإنجليزية)